# Ernst Kunkel (Politiker, 1901)
Ernst Kunkel (* 23. Januar 1901 in Ahlum, Landkreis Wolfenbüttel; † 15. Januar 1981 in Wolfenbüttel) war ein niedersächsischer Politiker (SPD) und Mitglied des Niedersächsischen Landtages.

## Leben
Kunkel besuchte die Volksschule und absolvierte im Anschluss zwischen 1915 und 1918 eine Schlosserlehre. Er wurde bereits 1915 Mitglied der SPD und war bis 1933 Gewerkschafts- und Parteifunktionär. Zwischen 1934 und 1945 war er als Kontrolleur bei der Firma Büssing in Braunschweig angestellt. Nach dem Zweiten Weltkrieg begann er bereits 1945 mit dem Wiederaufbau der SPD im Kreis Wolfenbüttel. Hier wurde er 1946 Kreisvorsitzender seiner Partei.

## Öffentliche Ämter
Ferner wurde Kunkel im Jahr 1946 Mitglied des Stadtrates der Stadt Wolfenbüttel sowie Abgeordneter des Kreistages und Landrat des Kreises Wolfenbüttel. Er war zudem Mitglied des Niedersächsischen Landtages in der ersten bis sechsten Wahlperiode vom 20. April 1947 bis 4. März 1970.

## Ehrungen
Er ist Träger des Großen Verdienstkreuzes des Verdienstordens der Bundesrepublik Deutschland und des Großen Verdienstkreuzes des Niedersächsischen Verdienstordens.